# Sandrine Hamel
Sandrine Hamel (née le 21 août 1997) est une snowboardeuse handisport canadienne qui compétitionne dans la catégorie SB-LL2.

## Vie et carrière
Hamel est née avec une scoliose. Elle a également une paralysie de la jambe droite.
Hamel a remporté la médaille de bronze en slalom double féminin aux Championnats du monde de para-sports de neige de 2021 à Lillehammer, en Norvège,. Elle a remporté, avec Lisa DeJong, la médaille d'or dans l'épreuve par équipe.
Sandrine Hamel a participé à des compétitions de snowboard aux Jeux paralympiques d'hiver de 2022 à Pékin, en Chine,. Elle prend part aux épreuves de snowboard cross féminin SB-LL2 et de slalom bancaire féminin SB-LL2.